# Scream Bloody Gore
Scream Bloody Gore este primul album de studio , publicat în mai 1987 de trupa americană death metal , Death.

## Tracklist
1. Infernal Death - 2:54
2. Zombie Ritual - 4:35
3. Denial of Life - 3:37
4. Sacrificial - 3:43
5. Mutilation - 3:30
6. Regurgitated Guts - 3:47
7. Baptized in Blood - 4:31
8. Torn to Pieces - 3:38
9. Evil Dead - 3:01
10. Scream Bloody Gore - 4:35
11. Beyond the Unholy Grave - 3:08
12. Land of No Return - 3:00

## Componență
- Chuck Schuldiner - bas,chitară,voce
- Chris Reifert - baterie
- John Hand - chitară